# Myrrhidendron donnellsmithii
Myrrhidendron donnellsmithii är en flockblommig växtart som beskrevs av John Merle Coulter och Joseph Nelson Rose. Myrrhidendron donnellsmithii ingår i släktet Myrrhidendron och familjen flockblommiga växter. Inga underarter finns listade i Catalogue of Life.